# Djezzy
Pour les articles homonymes, voir OTA.
Djezzy (en arabe : جازي, en berbère : ⴵⵉⵣ), officiellement Optimum Telecom Algérie (OTA) et anciennement Orascom Telecom Algérie (OTA), est un opérateur de téléphonie mobile algérien créé le 11 juillet 2001 avant d'ouvrir son réseau en février 2002. Leader des technologies de communication mobiles avec plus de 17 millions d'abonnés au mois de décembre 2015, l'entreprise fournit une vaste gamme de services tels que le prépayé, le post-payé, Internet ainsi que les services à valeur ajoutée et le service universel de télécommunication (SUT).
En janvier 2015, le Fonds national d'investissement (FNI) prend le contrôle de 51 % du capital de la société après trois ans de négociation et plus de quatre ans d'activité très réduite. Le groupe VimpelCom, garde la responsabilité du management de l'entreprise, avec 49 % des actions jusqu'en juillet 2022, date à laquelle le FNI contrôle 100 % de l'opérateur.
Djezzy couvre 95 % de la population à travers le territoire algérien, et ses services sont déployés dans les 58 wilayas du pays. Ce dernier a connu une croissance très forte ; il a acquis un million de nouveaux abonnés en 6 mois entre juin et décembre 2007, le premier million d'abonnés ayant été atteint en septembre 2003.
L'entreprise est dirigée par Boumediene Senouci, CEO depuis 2025. Elle compte plus de 4 000 employés.

## Historique
En août 2001, le groupe Orascom Telecom Holding remporte la deuxième licence de téléphonie mobile en Algérie, et ce pour un montant de 737 millions de dollars.
Avec 2,5 milliards USD d'investissement depuis 2001 à ce jour, fort d’un capital humain de plus de 4000 employés, et plusieurs offres et solutions (3G, 2G et VSAT), OTA (membre du groupe GTH/VimpelCom).
Les numéros de téléphones des abonnés de Djezzy commencent par (07)7x xx xx xx , (07)9x xx xx xx ou (07)8x xx xx xx pour les numéros plus récents.
Le groupe égyptien Orascom Telecom Holding a annoncé, le 18 novembre 2009, avoir été informé officiellement, le 17 novembre, par la Direction générale des impôts (DGI) d’un redressement fiscal de 596,6 millions de dollars pour sa filiale algérienne, Djezzy,.
Le parc abonnés de Djezzy s'est établi à 18,872 millions en novembre 2014.
En 2016, Djezzy, grâce à un partenariat avec la startup française Be-Bound, fondée par Albert Szulman et Yazid Chir, offre désormais à ses clients la possibilité d'avoir internet sur leur mobile sans connexion 3G, mais dès lors qu'ils captent un signal, même très faible en transférant les données via le réseau 2G ou le réseau SMS.

### Procédure de rachat par l'État algérien
Depuis 2010, le gouvernement algérien, dans un geste politique cherche à prendre une participation majoritaire à hauteur de 51 % dans l'actionnariat de l'entreprise par préemption, sans être parvenu à un accord jusqu'à aujourd'hui. Plusieurs cabinets ayant été mandatés afin d'évaluer le prix d'une telle transaction, le point d’achoppement semble être le prix d'une telle transaction. Côté Djezzy l'entreprise étant valorisée entre 6 et 8 Mds de dollars contre 2,4 Mds de dollars d'après l'état algérien et certains spécialistes .
Cette non concrétisation de l'achat de Djezzy a un impact sur la mise en place de la 3G en Algérie. Plusieurs fois annoncées pour les années 2012, et début 2013, mais tout autant de fois retardée, car il semble aujourd'hui évident que les licences 3G ne seront pas mis en vente tant que le dossier Djezzy n'aura pas été réglé.
Mais après plusieurs années de négociations difficiles, l’État algérien s’empare de la majorité de l’opérateur Djezzy. En effet Global Telecom Holding (ancienment Orascom Telecom Holding) et VimpelCom, les sociétés mères de Djezzy, annoncent, le 18 avril 2014, la vente de 51 % du capital d’Orascom Telecom Algérie à l'État algérien pour un prix de 2,643 milliards de dollars.

### Désengagement de VEON
Le 1er juillet 2021, VEON (ancienment VimpelCom) annonce sa décision de vendre l’intégralité de ses actions détenues au sein de Djezzy à l’Etat algérien. C'est chose faite en juillet 2022.

### Attribution de la licence 3G provisoire
Finalement après de multiples rebondissements, bien que le dossier Djezzy n'ait toujours pas été réglé, l'Autorité de régulation de la poste et des télécommunications attribue, le 14 octobre 2013, 3 licences provisoires 3G nationales à : Mobilis, Ooredoo, et Djezzy. Le retard de l'Algérie dans la mise à niveau de son réseau vers la 3G, a, semble-t-il, fait accélérer les manœuvres.[réf. nécessaire] Le lancement commercial est attendu pour le mois de décembre 2013 dans les 4 grandes villes : Alger (centre), Oran (ouest), Constantine (est) et Ouargla (sud) avant une couverture à l'échelle nationale plus tardive.

### Lancement de la 3G
Après ces multiples rebondissements, c'est finalement durant le mois de ramadan en juillet 2014 que Djezzy, lance ses offres 3G, six mois après ses concurrents Mobilis et Ooredoo. Ses offres proposent différents tarifs, en fonction de la consommation de data quotidienne ou mensuelle escomptée. Le nombre de wilayas actuellement couverts est de 19 (Alger, Blida, Mostaganem, Ain Defla, Oran, Skikda, El Oued, Constantine, Ouargla, Bechar, Sétif, Boumerdès, Tizi Ouzou, Djelfa, Tlemcen, Ain Temouchent, Guelma, Guelma et El Bayadh).

## Partenariats
Djezzy est, depuis 2005, le sponsor du club de football de l'USM Alger. Le 2 avril 2017, le partenariat entre les deux entités est prolongé de deux ans lors d'une cérémonie de signature organisée au stade Omar-Hamadi,.
En 2016, l'opérateur de téléphonie mobile parraine la compétition Algeria Web Awards en tant que « sponsor officiel ».

## Identité visuelle

Logo de Djezzy de 2001 à 2008.
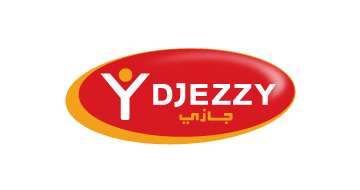
Logo de Djezzy de 2008 à avril 2015.
Logo de Djezzy depuis avril 2015.

## Slogans
Slogans de Djezzy
- De 2002 à 2010 : « Vis la vie ! » (en arabe : عيش لافي!, ‘Īsh la vie!?).
- De 2010 à 2013 : « Vis l'algérie » (en arabe : تعيش لالجيري, T‘īsh l'algérie?).
- De 2013 à 2016 : « Bienvenue l'avenir » (en arabe : مرحبًا بالغدّ, Marḥaban bi al-Ghadd?).
- Depuis 2016 : « Avec elle, tu peux ! » (en arabe : معاها تقدر!, M‘āha Teqder!?).

Autres slogans
- Djezzy Play : « Play, c'est celle qui te convient ! » (en arabe : بلاي، هيّ الّي تخرج عليك!, Plāy, Hiyya llī Tekhruj ‘Līk!?).
- 4G Djezzy : « 4G-toi ! » (en arabe : كاطجي روحك!, 4G rūḥek!?).

## Organisation

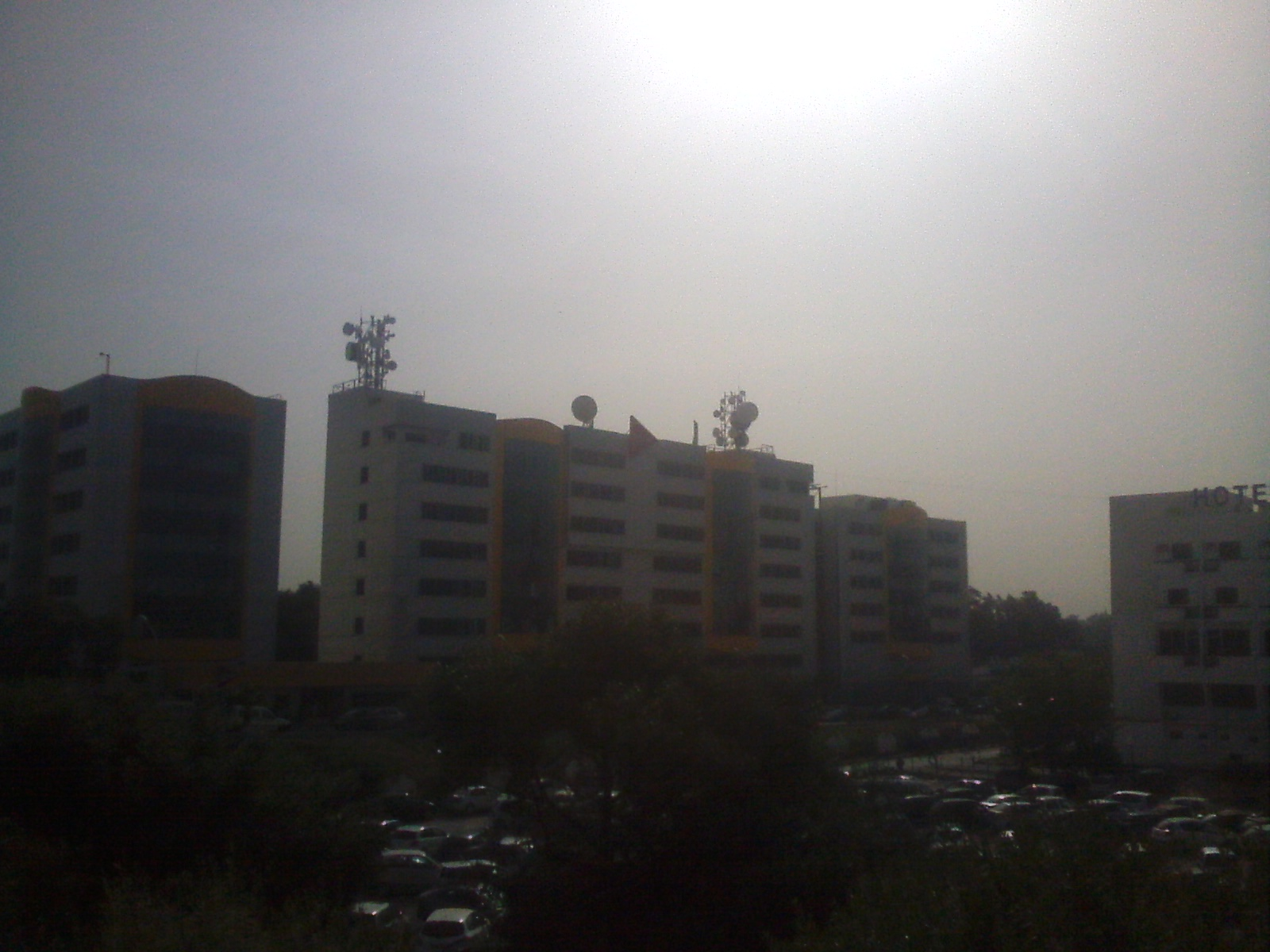
Siège social de Djezzy à Dar El Beida (Alger).

### Dirigeants
Président exécutif
- Vincenzo Nesci (juillet 2012 - juillet 2020)[17]
- Matthieu Galvani (depuis juillet 2020)[18]

Directeur général
- Ghada Gebara (juin 2015-mai 2016)[19]
- Thomas Herbert Gutjahr (mai 2016-janvier 2017)[5],[20],[21]
- Matthieu Galvani (depuis janvier 2017)[21]

Directrice générale adjointe chargée des affaires juridiques
- Sophie Verdejo[17]

Responsable du département Marketing
- Vincent Camadro (2016)
- Thomas Herbert Gutjahr (2005-2008)[20]